# Acidente do Ilyushin Il-62 da Chosonminhang em 1983
O acidente do Il-62 da Chosonminhang em 1983 ocorreu em 1 de julho de 1983, quando um Ilyushin Il-62M operado pela companhia aérea de bandeira da Coreia do Norte, Chosonminhang, caiu em terreno montanhoso na Guiné, país da África Ocidental. Todas as 23 pessoas a bordo morreram. A aeronave estava voando de Pyongyang com cargas de construção e vários trabalhadores antes da cúpula da Organização da Unidade Africana de 1984, que aconteceria no ano seguinte. Continua sendo o acidente aéreo mais mortal da história da Guiné e foi a décima perda operacional de um Il-62 desde sua introdução.

## Aeronave e voo
O P-889 era um Ilyushin Il-62M de fabricação soviética, fabricado pela Fábrica de Aviação de Kazan no início de 1981. Foi vendido para a companhia aérea nacional da Coreia do Norte, Chosonminhang (agora chamada Air Koryo), no mesmo ano. Com exceção de uma decolagem abortada em 1982 devido a uma escotilha de carga aberta inadvertidamente, a aeronave não teve histórico de incidentes.
Em 1 de julho de 1983, o P-889 carregava materiais de construção, bem como vários operários e técnicos de construção de Pyongyang, para concluir os trabalhos em um salão antes da vigésima cúpula da Organização da Unidade Africana programada para acontecer em Conacri, Guiné, em maio de 1984. O P-889 fez duas paradas intermediárias no caminho para a Guiné, parando em Cabul e Cairo para reabastecimento.

## Acidente e consequências
Em 1 de julho de 1983, o P-889 caiu na região montanhosa guineense de Fouta Djallon, perto da cidade de Labé, 160 milhas a noroeste do Aeroporto Internacional de Conacri. Todos os 23 ocupantes a bordo foram morreram. Foi o primeiro acidente fatal da companhia aérea. A notícia do acidente demorou a se espalhar devido às dificuldades de acesso ao local remoto do acidente. Embora a causa do acidente nunca tenha sido divulgada publicamente, suspeita-se de um erro do piloto agravado pela fadiga pode ter contribuído ao acidente.
Uma delegação de alto nível de funcionários do governo guineense viajou para a Coreia do Norte logo após o acidente para entregar condolências oficiais a Kim Il-sung.